# Háry János
Háry János es una "ópera folclórica húngara" (esto es, una obra hablada con canciones, a la manera de un Singspiel) en cuatro actos con música de Zoltán Kodály según un libreto en húngaro de Béla Paulini (1881-1945) y Zsolt Harsányi, basado en la epopeya cómica El veterano (Az obsitos) de János Garay. Se estrenó en el Teatro Real de Ópera Budapest, 1926. El subtítulo de la pieza es Háry János kalandozásai Nagyabonytul a Burgváráig - János Háry: sus aventuras desde Nagyabony al Burgo de Viena. El estreno en el Reino Unido fue en el Festival de Buxton en 1982 dirigida por Anthony Hose con Alan Opie en el rol titular.
Con la música de la ópera, Kodály extrajo la pieza orquestal Suite Háry János, popular en el repertorio clásico. Incluye el címbalo húngaro, una variante húngara tradicional del dulcémele. El estreno mundial de la suite fue en el Gran Teatro del Liceo de Barcelona, el 24 de marzo de 1927, por la Orquesta Pau Casals dirigida por Antal Fleischer.

## Argumento
La historia trata de un veterano húsar en el ejército austriaco en la primera mitad del siglo XIX quien se sienta en la posada de un pueblo, regalando los oídos de sus oyentes con cuentos fantásticos de heroísmo (en la tradición de Miles Gloriosus). Sus supuestas hazañas incluyen ganar el corazón de la emperatriz María Luisa, la esposa de Napoleón, y derrotar entonces él solo a Napoleón y sus ejércitos. A pesar de todo, al final renuncia a toda la riqueza para volver al pueblo de su amada.
Kodály escribió en su prefacio a la partitura: "Háry es un campesino, un soldado veterano que día tras día se sienta en una taberna contando historias de sus hazañas heroicas... las historias que salen de su imaginación son una mezcla inextricable de realismo e inocencia, de humor cómico y pathos." También comenta que "aunque superficialmente parece ser meramente un fanfarrón, en esencia es un visionario y un poeta. Que sus historias no sean ciertas es irrelevante, pues son el fruto de una imaginación vivaz, buscando crear, para sí mismo y otros, un bello mundo de ensueños." Háry János personifica el poder poético del folclore para superar las frustraciones políticas; Kodály pretendía llevar su folclore nacional a una ambientación operística.

## Personajes
| Personajes                                                               | Tesitura      | Elenco del estreno, 16 de octubre de 1926 (Director: Nándor Rékai) |
| ------------------------------------------------------------------------ | ------------- | ------------------------------------------------------------------ |
| Háry János                                                               | barítono      | Imre Palló                                                         |
| Örzse, su prometida                                                      | mezzosoprano  | Izabella Nagy                                                      |
| Emperador Francisco (Franz)                                              | papel hablado | Sándor Pusztai                                                     |
| Emperatriz                                                               | soprano       | Sári Sebeök                                                        |
| La suegra del emperador                                                  |               | Teréz Fazekas                                                      |
| Napoleón                                                                 | barítono      | Viktor Dalnoki                                                     |
| Öreg Marci, cochero del emperador                                        | barítono      | János Körmendy                                                     |
| María Luisa (Mária Lujza, esposa de Napoleón)                            | papel hablado | Rózsi Marschalkó                                                   |
| Caballero Ebelasztin                                                     | tenor         | Gyula Toronyi                                                      |
| Condesa Melusina                                                         | papel hablado | Józsa Szabó                                                        |
| Baronesa Estrella                                                        | papel hablado | Aranka Pállfy                                                      |
| General Krucifix                                                         | papel hablado | Rezsö Kornai                                                       |
| General Dufla                                                            | papel hablado | Zsigmond Hubai                                                     |
| Un estudiante                                                            |               | Kalmán Szügyi                                                      |
| Generales, soldados franceses y húngaros, gente fronteriza y en la corte |               |                                                                    |

## Grabaciones
- Háry János cantado en húngaro, dirigido por István Kertész, con narración en inglés de Peter Ustinov. Decca
- Háry János cantado en húngaro con diálogo, dirigido por János Ferencsik. Hungaroton
- Háry János cantado en húngaro, con narración en francés por Gérard Depardieu. Friedemann Layer. Accord